# Culex mesodenticulatus
Culex mesodenticulatus är en tvåvingeart som beskrevs av Galindo och Mendez 1961. Culex mesodenticulatus ingår i släktet Culex och familjen stickmyggor.
Artens utbredningsområde är Panama. Inga underarter finns listade i Catalogue of Life.